# Belgischer Fußballpokal 2018/19
Der Belgische Fußballpokal 2018/19 begann am 28. Juli 2018 mit den ersten Vorrundenspielen und endete mit dem Finale am 1. Mai 2019 in Brüssel. Insgesamt nehmen 312 Mannschaften teil. In den ersten beiden Runden spielten ausschließlich Vereine aus den Spielklassen 4–9. In der dritten Runde kamen die Vereine der 3. Division hinzu, in der fünften Runde die der 2. Division. Die Vereine der 1. Division starteten in der 6. Runde. Hier schieden schon direkt sechs Erstligisten aus, unter anderem Titelverteidiger Standard Lüttich, RSC Anderlecht und der FC Brügge. Im Achtelfinale folgten dann vier weitere. In dieser Runde schied auch der letzte verbliebene Viertligist, der KFC Mandel United, aus.
Bis zum Halbfinale wurden alle Begegnungen in nur einer Partie ausgespielt. Stand es nach 90 Minuten unentschieden, folgten eine Verlängerung und gegebenenfalls ein Elfmeterschießen. Im Halbfinale gab es auch Rückspiele. Hatten beide Mannschaften nach dem Rückspiel gleich viele Tore erzielt, galt die Auswärtstorregel, bei gleicher Anzahl auswärts erzielter Tore folgten eine Verlängerung und gegebenenfalls ein Elfmeterschießen.
Das Finale fand am 1. Mai 2019 im König-Baudouin-Stadion in Brüssel statt.

## 6. Runde
| Datum              |                        | Ergebnis  |                        |
| ------------------ | ---------------------- | --------- | ---------------------- |
| 25. September 2018 | KAS Eupen              | 3:0 (2:0) | AFC Tubize             |
| 25. September 2018 | Waasland-Beveren       | 1:2 (0:2) | KFC Mandel United      |
| 25. September 2018 | KRC Harelbeke          | 0:1 (0:0) | KV Kortrijk            |
| 26. September 2018 | KRC Genk               | 4:0 (2:0) | Lommel SK              |
| 26. September 2018 | ROC Charleroi-M.       | 2:5 (1:3) | KSC Lokeren            |
| 26. September 2018 | Royal Excelsior Virton | 2:4 (1:1) | KAA Gent               |
| 26. September 2018 | Cercle Brügge          | 1:2 (1:1) | KFCO Beerschot Wilrijk |
| 26. September 2018 | KSK Heist              | 1:2 (0:2) | SV Zulte Waregem       |
| 26. September 2018 | VV St. Truiden         | 3:0 (2:0) | KFC Duffel             |
| 26. September 2018 | KFC Dessel Sport       | 0:3 (0:0) | Royal Excel Mouscron   |
| 26. September 2018 | Hoogstraten VV         | 1:3 (0:1) | KV Ostende             |
| 26. September 2018 | Eendracht Aalst        | 0:2 (0:0) | Sporting Charleroi     |
| 26. September 2018 | Standard Lüttich       | 1:2 (0:0) | RFC Knokke             |
| 26. September 2018 | KMSK Deinze            | 2:0 (1:0) | FC Brügge              |
| 26. September 2018 | KV Mechelen            | 3:1 (1:1) | Royal Antwerpen        |
| 27. September 2018 | RSC Anderlecht         | 0:3 (0:1) | RU Saint-Gilloise      |

## Achtelfinale
| Datum            |                      | Ergebnis                         |                        |
| ---------------- | -------------------- | -------------------------------- | ---------------------- |
| 4. Dezember 2018 | KV Kortrijk          | 1:0 (1:0)                        | SV Zulte Waregem       |
| 4. Dezember 2018 | KAA Gent             | 3:0 (2:0)                        | KFCO Beerschot Wilrijk |
| 5. Dezember 2018 | Royal Excel Mouscron | 3:3 n. V. (2:2, 1:1) (4:5 i. E.) | KV Ostende             |
| 5. Dezember 2018 | KV Mechelen          | 2:0 (0:0)                        | KSC Lokeren            |
| 5. Dezember 2018 | KMSK Deinze          | 1:3 (1:2)                        | KAS Eupen              |
| 5. Dezember 2018 | VV St. Truiden       | 3:2 (0:0)                        | KFC Mandel United      |
| 5. Dezember 2018 | Sporting Charleroi   | 1:3 (1:0)                        | KRC Genk               |
| 6. Dezember 2018 | RU Saint-Gilloise    | 3:2 (1:1)                        | RFC Knokke             |

## Viertelfinale
| Datum             |                   | Ergebnis                        |             |
| ----------------- | ----------------- | ------------------------------- | ----------- |
| 18. Dezember 2018 | VV St. Truiden    | 1:3 (0:1)                       | KAA Gent    |
| 19. Dezember 2018 | KV Mechelen       | 3:0 (2:0)                       | KV Kortrijk |
| 19. Dezember 2018 | KAS Eupen         | 0:1 (0:0)                       | KV Ostende  |
| 19. Dezember 2018 | RU Saint-Gilloise | 2:2 n. V. (2:2,1:0) (4:3 n. E.) | KRC Genk    |

## Halbfinale
| Datum               |             | Gesamt          |                   | Hinspiel  | Rückspiel            |
| ------------------- | ----------- | --------------- | ----------------- | --------- | -------------------- |
| 23./29. Januar 2019 | KV Mechelen | 2:1             | RU Saint-Gilloise | 0:0       | 2:1 (1:0)            |
| 24./30. Januar 2019 | KAA Gent    | 4:4 (4:3 i. E.) | KV Ostende        | 2:2 (1:1) | 2:2 n. V. (2:2, 0:2) |

## Finale
| KAA Gent                                                            | KAA Gent | KV Mechelen | KV Mechelen |
| ------------------------------------------------------------------- | --- | --- | ----------- |
| KAA Gent                                                            | \| 1. Mai 2019 um 14:30 Uhr (MESZ) in Brüssel (König-Baudouin-Stadion) \| \| Ergebnis: 1:2 (1:1) \| \| Zuschauer: 44.771 \| \| Schiedsrichter: Erik Lambrechts \| \| Spielbericht \|                                                                                    | \| 1. Mai 2019 um 14:30 Uhr (MESZ) in Brüssel (König-Baudouin-Stadion) \| \| Ergebnis: 1:2 (1:1) \| \| Zuschauer: 44.771 \| \| Schiedsrichter: Erik Lambrechts \| \| Spielbericht \|                                                                                      | KV Mechelen |
| KAA Gent                                                            | Thomas Kaminski – Nana Asare , Dylan Bronn, Timothy Derijck, Arnaud Souquet (64. Brecht Dejaegere) – Birger Verstraete, Vadis Odjidja-Ofoe, Jonathan David (68. Roman Besus), Jean-Luc Dompé – Alexander Sørloth, Giorgi Kwilitaia Cheftrainer: Jess Thorup ( Dänemark) | Michael Verrips – Lucas Bijker, Germán Mera, Arjan Swinkels, Thibault Peyre (71. Alexander Corryn) – Joachim Van Damme, Seth De Witte , Rob Schoofs (83. Tim Matthys), Nikola Storm (71. Gustav Engvall) – Clément Tainmont, Igor de Camargo Cheftrainer: Wouter Vrancken | KV Mechelen |
| KAA Gent                                                            | 1:0 Jean-Luc Dompé (32.) | 1:1 Nikola Storm (38.) 1:2 Germán Mera (62.) | KV Mechelen |
| KAA Gent                                                            | Verstraete (43.), Asare (90.+3') | Peyre (69.), Van Damme (81.) | KV Mechelen |
| 1. Mai 2019 um 14:30 Uhr (MESZ) in Brüssel (König-Baudouin-Stadion) | | |             |
| Ergebnis: 1:2 (1:1)                                                 | | |             |
| Zuschauer: 44.771                                                   | | |             |
| Schiedsrichter: Erik Lambrechts                                     | | |             |
| Spielbericht                                                        | | |             |